# Nitrato cerico ammonico
Il nitrato cerico ammonico (o esanitratocerato(IV) di ammonio) è un sale di cerio (IV) e di ammonio dell'acido nitrico.
A temperatura ambiente si presenta come un solido arancione dall'odore appena pungente. È un composto irritante.
È un ossidante molto usato in chimica organica di sintesi, viene utilizzato per la sua capacità di trasferire singolarmente un elettrone (SET, Sigle Electron Transfer). 
Viene impiegato in una nuova branca di organocatalisi, la SOMO Catalisys (Single Occupied Molecular Orbital) che permette la funzionalizzazione di aldeidi in posizione alpha da parte di nucleofili.